# Escola Teresa de Pallejà
L'Escola Teresa de Pallejà és un centre escolar del municipi de Fortià (Alt Empordà) inclòs en l'Inventari de Protecció del Patrimoni Cultural Europeu.

## Descripció
És un edifici escolar d'estil racionalista projectat per Emili Blanch i Roig el 1931 i inaugurat el 1933. L'edifici consta de dues plantes, ambdues dedicades actualment a l'ensenyament primari, però inicialment la planta pis estava reservada a l'habitatge dels mestres.

## Història
Abans de la construcció de l'escola, les escoles de nens i nenes eren en cases arrendades per la municipalitat per cobrir les obligacions educatives dictades per la llei. Davant de les condicions d'aquests locals, diferents ajuntaments al llarg del primer terç del segle XX treballen per aconseguir un centre modern que aculli i resolgui les necessitats de les dues escoles. En aquest sentit, el 1925 l'adinerada figuerenca Teresa de Pallejà dona uns terrenys al poble amb l'objectiu que s'hi bastís una escola per a la mainada fortianenca. Dos anys després, el 1927, l'arquitecte Adolf Florensa i Ferrer va redactar un primer projecte i Claudi Díaz Pérez un de segon el 1930, però cap dels dos reeixí. Finalment el març de 1931 Emili Blanch i Roig començà a redactar el projecte definitiu que acabaria amb la inauguració del nou centre el 1933 després de l'incansable feina dels nous responsables polítics republicans davant del ministeri d'instrucció pública.
Just a davant dels terrenys donats per Pallejà, el 1931 s'hi construí l'edifici del sindicat Centre Agrícola i Social de Fortià creant una nova plaça entre els dos nuclis històrics. El maig de 1934 la plaça va passar-se a dir de la Llibertat, un nom que s'estroncà el 1939. A la mateixa plaça hi havia també l'edifici desaparegut de can Mundo, utilitzat com a centre de proveïment d'aliments durant la Guerra Civil espanyola.
En honor de Teresa de Pallejà no només es dedicà el nom de l'escola, sinó també l'avinguda amb el seu nom que uneix encara l'antic carrer de Castelló i la plaça.